# 有明町 (長崎県)
有明町（ありあけちょう）は、長崎県南部の島原半島にあった町。南高来郡に属した。
2006年1月1日に島原市へ編入され、自治体としては消滅した。

## 地理
島原半島の北東部に位置する。

### 隣接市町村
- 島原市
- 雲仙市

## 地域

### 地名
合併前の村名を冠した十干（名の名称）を字名として表記する。
旧大三東村
もとは大野・三之沢・東空閑の3大字からなる村であったが、合併し有明町となった後は上記3大字の頭文字を合わせた旧村名を字名に冠する。
- 大三東甲/松崎名
- 大三東乙/小原名
- 大三東丙/浜口名
- 大三東丁/苅木名
- 大三東戊/大野名

旧湯江村
大字なし。合併後は旧村名を字名に冠する。
- 湯江甲/池田名
- 湯江乙/久原名
- 湯江丙/釘崎名
- 湯江丁/戸田名

## 歴史

### 近現代
- 1889年（明治22年）4月1日 - 町村制施行により、後の町域にあたる以下の2村が発足。
  - 大三東村（大野村・三之沢村・東空閑（ひがしこが）村が合併）
  - 湯江村（単独村制）
- 1955年（昭和30年）4月1日 - 大三東村・湯江村が対等合併。有明村となる。
- 1961年（昭和36年）11月3日 - 有明村が町制施行。有明町となる。
- 2006年（平成18年）1月1日 - 島原市に編入。自治体として消滅。

## 行政
- 町長：木下康博（1994年7月27日から、3期）

## 産業
- 産業別人口比率（平成12年国勢調査）
  - 第一次産業：30.2%
  - 第二次産業：29.1%
  - 第三次産業：40.7%

## 教育

### 中学校
町立
- 有明中学校

### 小学校
町立
- 大三東小学校
- 高野小学校
- 湯江小学校

## 交通
- 最寄り空港は長崎空港。

### 鉄道
- 島原鉄道
  - 島鉄湯江駅（現：有明湯江駅） - 大三東駅 - 松尾町駅（現：松尾駅）

中心駅は島鉄湯江駅。

### バス路線

#### 一般路線バス
- 島原鉄道バス

### 道路

#### 一般国道
- 国道251号

#### 主要地方道
- 長崎県道58号愛野島原線

## 名所・旧跡・観光スポット・祭事・催事
- 有明の森フラワー公園

## 有明町出身の有名人
- 仲町貞子（作家）※大三東村出身